# Mission der Afrikanischen Union in Somalia
Mission der Afrikanischen Union in Somalia (englisch African Union Mission in Somalia, abgekürzt AMISOM) ist die Bezeichnung einer Friedenstruppe der Afrikanischen Union, die in Somalia dem dortigen Bürgerkrieg Einhalt gebieten soll. Derzeit (Stand 2017) sind mehr als 22.000 Soldaten, Polizisten und zivile Angestellte aus Äthiopien, Burundi, Dschibuti, Ghana, Kenia, Nigeria, Sierra Leone, Uganda und Simbabwe im Rahmen von AMISOM in Somalia stationiert.

## Geschichte

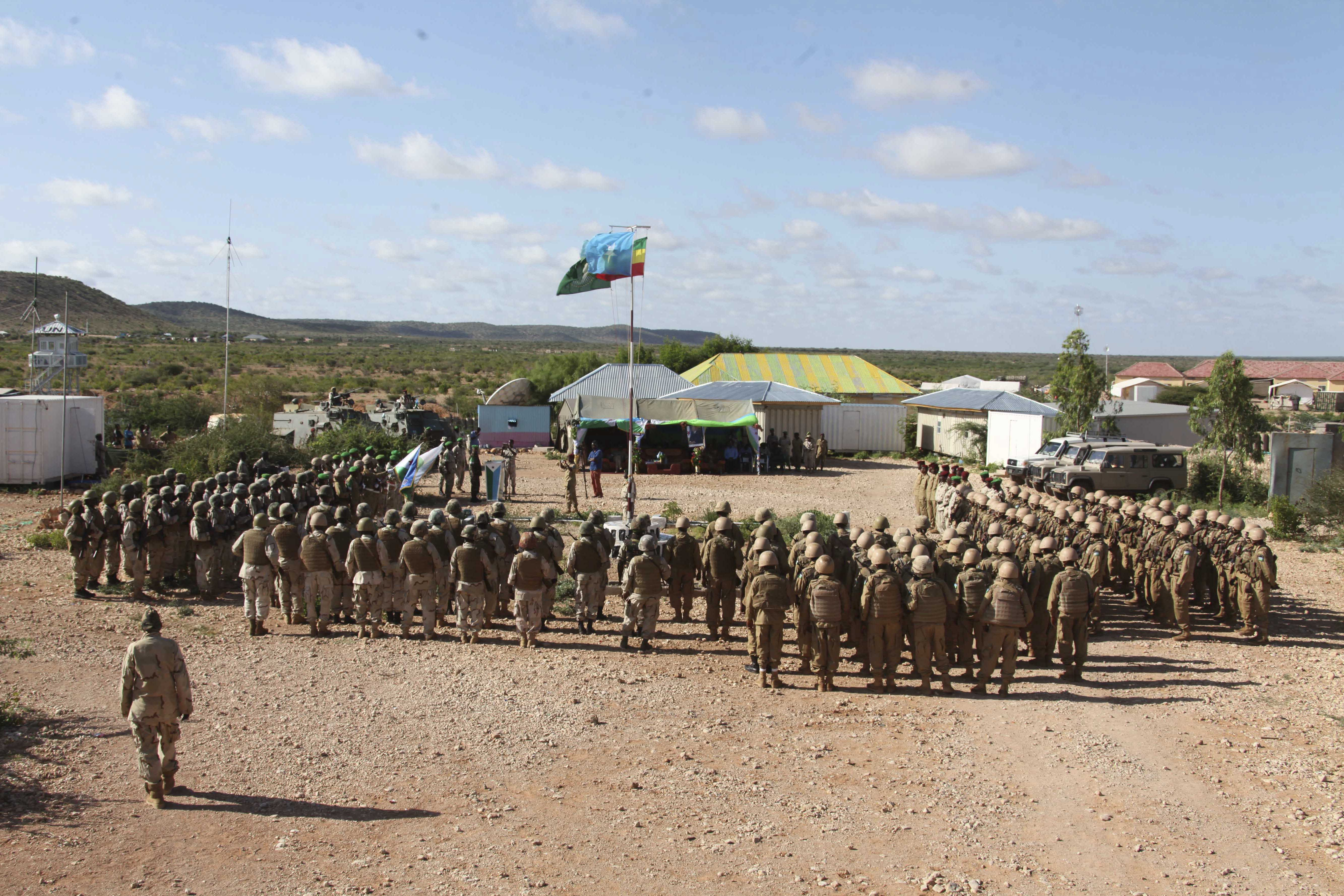
AMISOM-Soldaten aus Dschibuti in Beledweyne (2015)

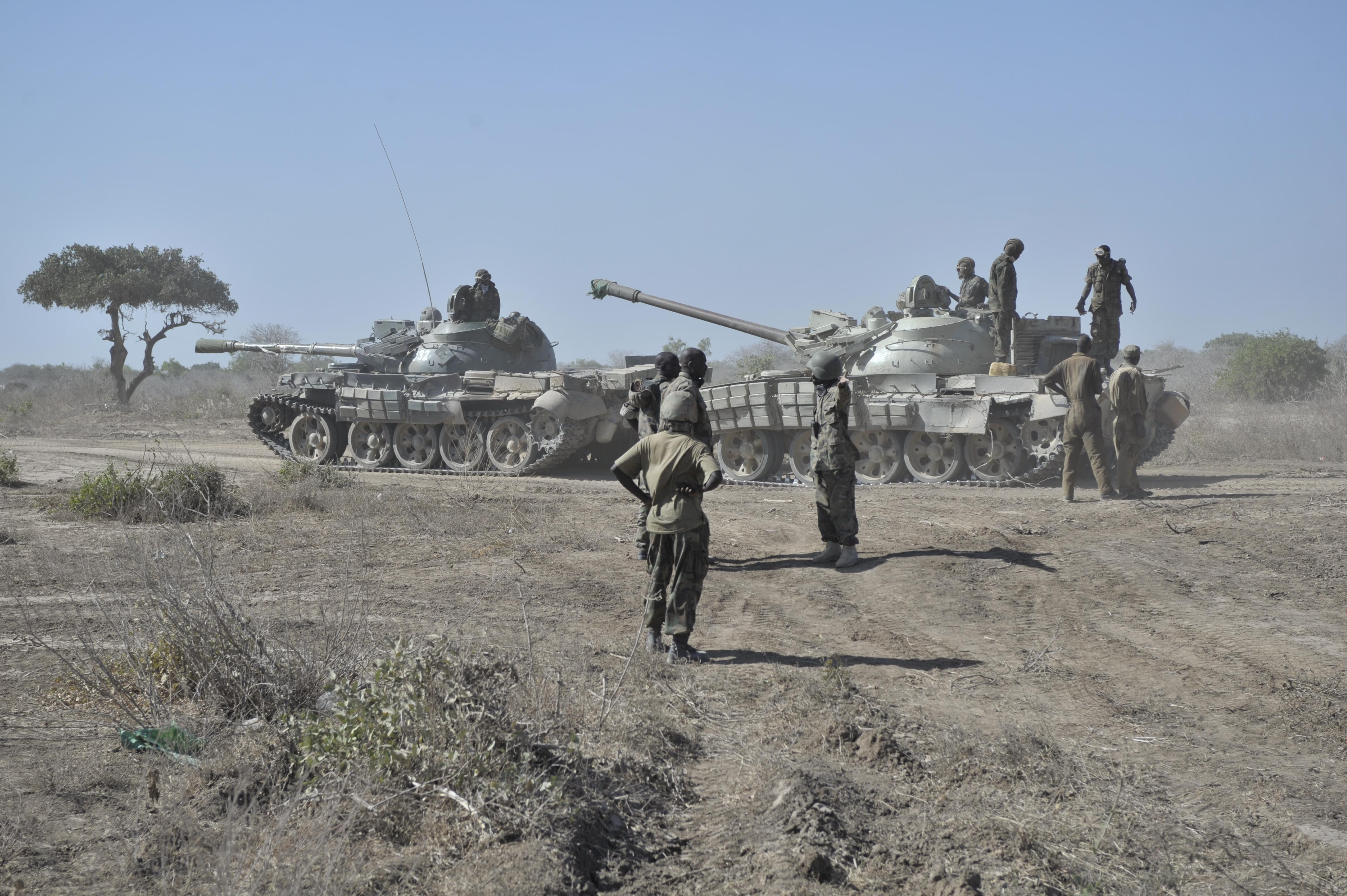
Zwei ugandische Kampfpanzer in der somalischen Region Shabeellaha Hoose (2013)

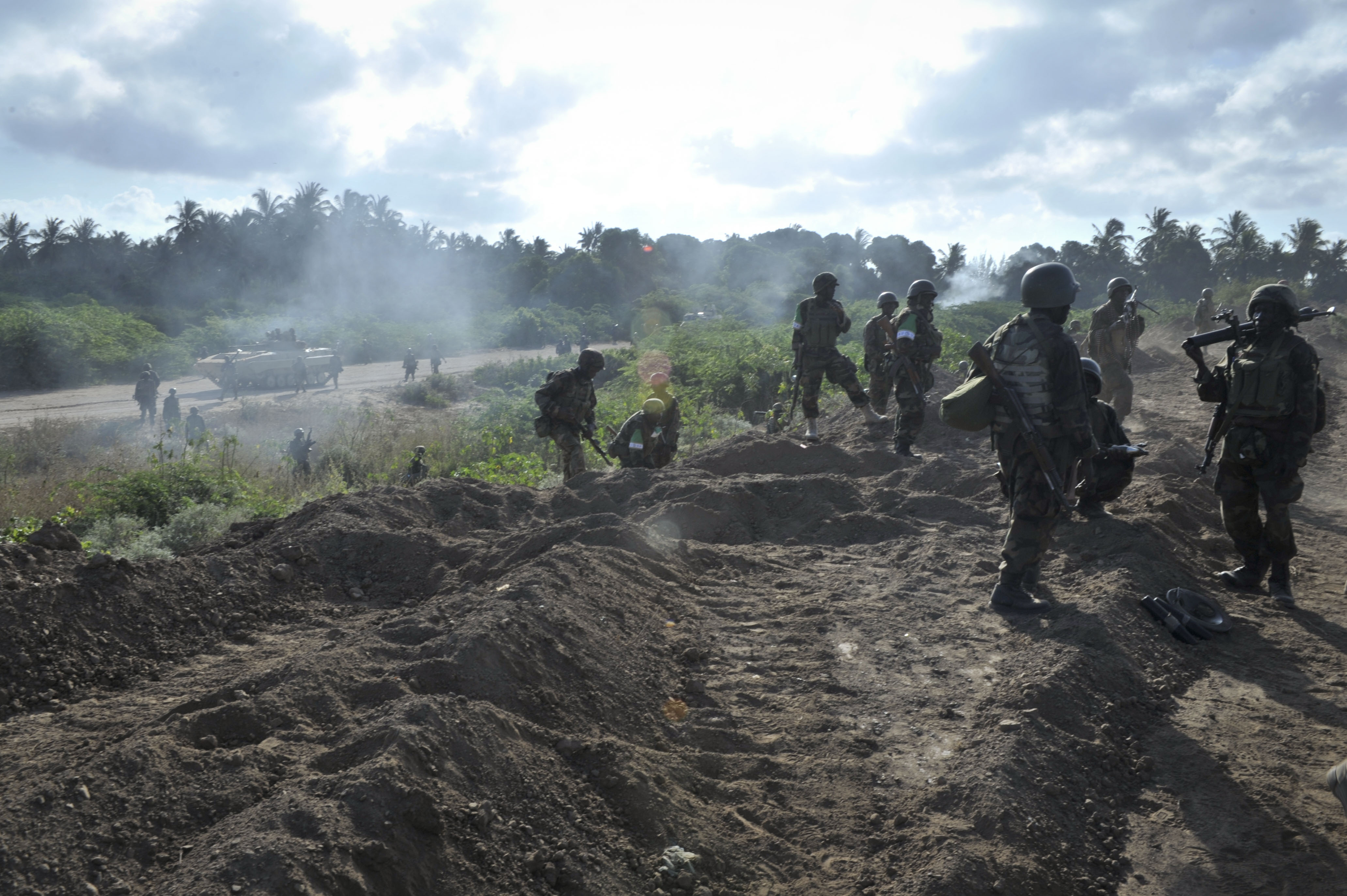
Ugandische AMISOM-Soldaten nahe Janaale (2013)

Nach Ausbruch des somalischen Bürgerkrieges hatten die Vereinten Nationen und die USA mit den Friedensmissionen UNOSOM I (1992–1993) und UNOSOM II (1993–1995) in Somalia keinen Erfolg gehabt. Der Krieg zwischen Kriegsherren, Clanführern und deren Milizen ging weiter.
Im März 2005 wurde vorgeschlagen, erneut eine Friedensmission nach Somalia zu entsenden. Sie sollte die von etlichen Kriegsparteien nicht anerkannte Übergangsregierung Somalias, die gerade ihren Sitz aus dem kenianischen Exil in die Stadt Baidoa verlegte, dabei unterstützen, das Land zu stabilisieren. Anfangs war vorgesehen, dass insbesondere die umliegenden, in der IGAD organisierten Länder Truppen stellen sollten, weshalb die geplante Friedenstruppe auch IGAD Peace Support Mission to Somalia (IGASOM) genannt wurde. Hiervon wurde später wegen der angespannten Beziehungen Somalias zu seinen Nachbarstaaten abgesehen.
Der Druck für ein internationales Eingreifen erhöhte sich 2006, als die Union islamischer Gerichte große Teile Somalias einnahm und die Übergangsregierung militärisch bedrängte. Extremistische Teile der Union stehen im Verdacht, mit dem internationalen islamistischen Terrorismus zu kooperieren. Insbesondere das Nachbarland Äthiopien fühlte sich auch bedroht, weil Teile der Union die heute äthiopische, mehrheitlich von ethnischen Somali bewohnte Region Ogaden einnehmen und an ein Groß-Somalia angliedern wollten. Die Resolution 1725 des UN-Sicherheitsrates vom 6. Dezember 2006 autorisierte die Entsendung der AMISOM, um die Übergangsregierung zu unterstützen und den Dialog zwischen ihr und der Union zu überwachen. Die Union islamischer Gerichte reagierte empört auf diesen Entscheid.
Bevor die AMISOM zusammengestellt werden konnte, erklärte Äthiopien am 24. Dezember der Union den Krieg, marschierte auf Seiten der Übergangsregierung in Somalia ein und entmachtete die Union islamischer Gerichte im Januar 2007. Weiterhin liefern sich islamistische und weitere Aufständische vor allem in Mogadischu Kämpfe mit äthiopischen und Übergangsregierungstruppen.
Die äthiopische Militärpräsenz gilt als problematisch, weil die äthiopisch-somalischen Beziehungen in der Geschichte Somalias traditionell gespannt waren und eine von Äthiopien unterstützte Übergangsregierung deswegen Akzeptanz zu verlieren riskiert. Es ist allerdings fraglich, ob sich die Übergangsregierung alleine gegen die verschiedenen gegnerischen Kriegsherren oder ein Wiedererstarken der Union islamischer Gerichte behaupten könnte.
Deswegen wird versucht, die AMISOM-Friedenstruppe mit bis zu 8.000 Soldaten zusammenzustellen. Seit dem 1. März 2007 trafen etwa 1600 Soldaten aus Uganda in Somalia ein. Der ugandische Präsident Museveni kündigte jedoch an, die Soldaten seines Landes würden in Somalia Truppen der Übergangsregierung ausbilden, nicht aber selbst aktiv Friedenssicherung betreiben.
Weiterhin kam es in Mogadischu zu Kämpfen zwischen regierungstreuen Truppen und deren diversen Gegnern, von denen viele den Abzug aller ausländischen Truppen fordern. Hierbei wurde am 1. April ein AMISOM-Soldat bei einem Raketenangriff getötet. Am 16. Mai kamen bei einer Explosion vier AMISOM-Soldaten um.
Nachdem sich ihre Entsendung mehrfach wegen logistischer Probleme verzögert hatte, trafen Ende Dezember 2007 100 burundische Soldaten ein. Sie sollen die Vorhut für weitere 1700 bilden. Am 8. April 2008 wurde ein burundischer AMISOM-Soldat bei einem Selbstmordanschlag getötet.
Eine entscheidende Wende nahm der Konflikt nach der Entführung zahlreicher Europäer sowie vieler gewaltsamer Zwischenfälle im Grenzgebiet zwischen Kenia und Somalia im Sommer 2011. Daraufhin marschierte Kenia im Zuge der Operation Linda Nchi im Nachbarland ein und eroberte einen breiten Grenzstreifen. Ende September 2012 stand Kenia, dessen Truppen nun in die AMISOM integriert waren, kurz vor der vollständigen Vertreibung von Al Shabaab aus der Hafenstadt Kismayo.
Bei einem bewaffneten Angriff der Al-Shabaab am 26. Juni 2015 auf den Militärstützpunkt der AMISOM in Leego werden mindestens 45 Soldaten aus Burundi getötet. Zudem wurde umfangreiches Militärmaterial erbeutet.

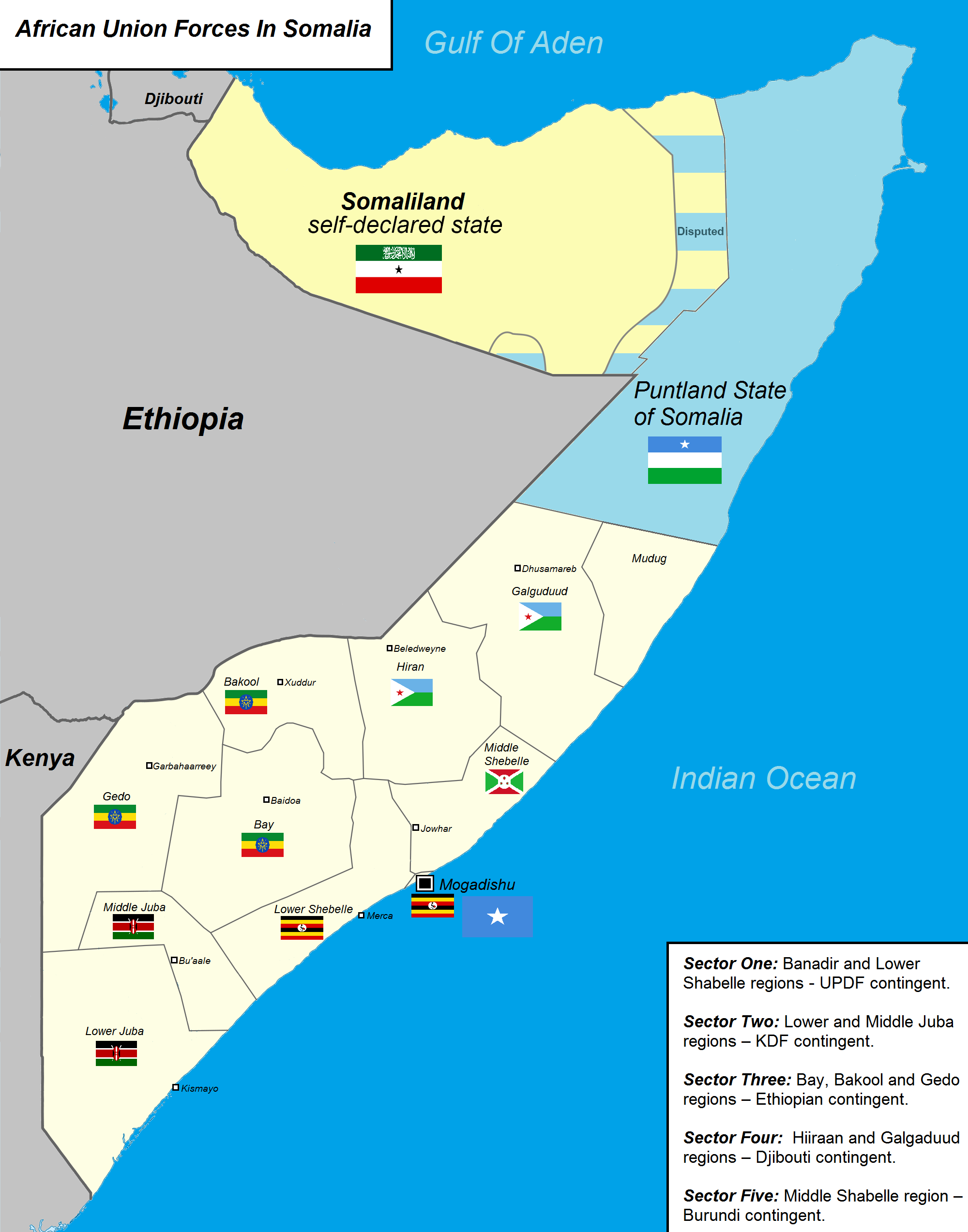
Gliederung der AMISOM-Truppen in Somalia.

## Tätigkeit
Bis zum Sommer 2012 bewachte die AMISOM nur den Seehafen, den Flughafen und den Präsidentensitz Villa Somalia in Mogadischu, führte Patrouillen in Gebieten unter Kontrolle der Übergangsregierung durch, eskortierte politische Persönlichkeiten und humanitäre Organisationen und betätigte sich in der humanitären Unterstützung für die Bevölkerung. Seit der Vertreibung der Islamisten von Al Shabaab aus Mogadischu und der Hafenstadt Marca übernimmt sie auch in diesen Gebieten Sicherheitsaufgaben.

## Zusammensetzung der Truppe
Bisher hat Uganda ein Bataillon (1600) entsandt und Burundi 100 Soldaten. Malawi und Nigeria haben je rund 1000 zugesagt, Burundi bis zu 1800 und Ghana 350. 250 Ugander sollen als Ausbilder für somalische Soldaten nach Somalia geschickt werden. Die mehrfach angekündigte Entsendung der burundischen Soldaten verzögerte sich wegen logistischer Probleme, für die übrigen Truppenangebote wurden keine Termine für die Entsendung festgelegt. Tansania wird keine Truppen stellen, hat aber angeboten, 1000 somalische Soldaten auszubilden. In Ruanda werden seit Mai 2007 somalische Soldaten ausgebildet. Die USA und die Europäische Union versprachen, die AMISOM mit 40 Mio. US-$ bzw. 15 Mio. Euro zu unterstützen.
Nach der Übernahme von Kontingenten der Kenya Defence Forces in die AMISOM konnten weite Gebietsgewinne gegen die islamistischen Rebellen gemacht und die Truppe auf 17.000 Soldaten aufgestockt werden.

## Leitung

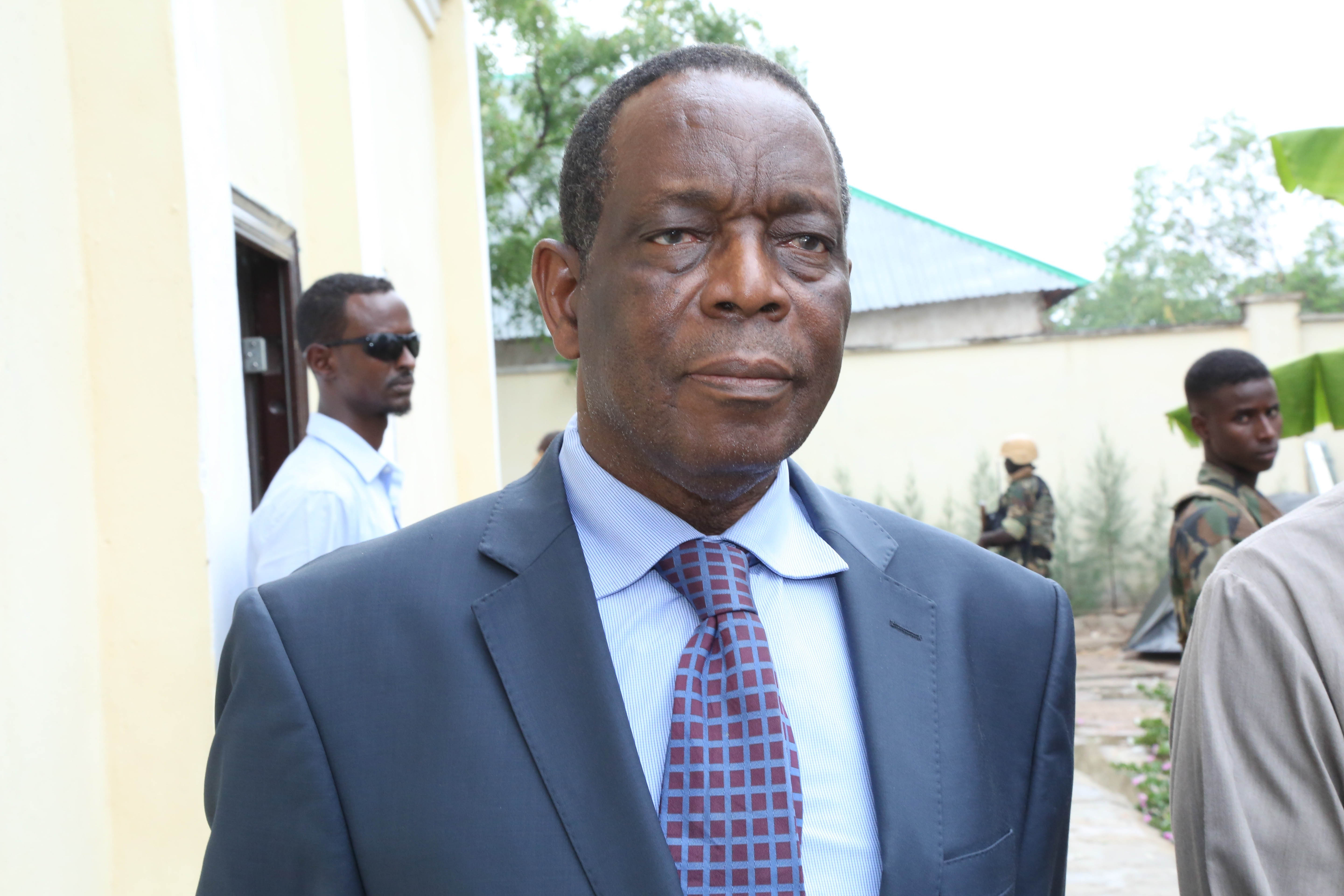
Francisco Caetano Jose Madeira ehemaliger Special Representative of the Chairperson of the African Union Commission

Die AMISOM wird vom Special Representative of the Chairperson of the African Union Commission geführt:
- Nicolas Bwakira von November 2007 bis November 2009[13]
- Boubacar Gaoussou Diarra vom 1. November 2009 bis 1. November 2012[14]
- Mahamat Saleh Annadif vom 1. November 2012 bis 2. Juli 2014[15]
- Lydia Wanyoto Mutende (kommissarisch) von 2. Juli bis 1. Oktober 2014[16]
- Maman Sidikou von 1. Oktober 2014 bis 7. Oktober 2015[17][18]
- Francisco Caetano José Madeira seit 7. Oktober 2015[19]
- Ambassador Francisco Caetano Jose Madeira[20]

Der Special Representative of the Chairperson of the African Union Commission hat einen Stellvertreter der African Union Deputy Special Representative of the Chairperson of the African Union Commission. Dieses Amt hatten unter anderem folgende Personen inne:
- Athanas Wafula Wamunyinyi
- Lydia Wanyoto Mutende
- Simon Mulongo (ab 19. August 2017)[21][20]

Die AMISOM Military Component wird geführt von einem Force Commander.
| Nr. | Name                                      | Land      | Beginn der Berufung | Abgabe des Kommandos |
| --- | ----------------------------------------- | --------- | ------------------- | -------------------- |
| 1   | Generalmajor Levi Karuhanga               | Uganda    | 14. Februar 2007    | 3. März 2008         |
| 2   | Generalmajor Francis Okello               | Uganda    | 3. März 2008        | 7. Juli 2009         |
| 3   | Generalmajor Nathan Mugisha               | Uganda    | 7. Juli 2009        | 15. Juni 2011        |
| 4   | Generalmajor Fredrick Mugisha             | Uganda    | 15. Juni 2011       | 2. Mai 2012          |
| 5   | Generalleutnant Andrew Gutti              | Uganda    | 3. Mai 2012         | 16. Dezember 2013    |
| 6   | Generalleutnant Silas Ntigurirwa          | Burundi   | 16. Dezember 2013   | 15. Dezember 2014    |
| 7   | Generalleutnant Jonathon Kipkemoi Rono    | Kenia     | 16. Dezember 2014   | 23. Dezember 2015    |
| 8   | Generalmajor Nakibus Lakara               | Uganda    | 24. Dezember 2015   | März 2016            |
| 9   | Generalmajor Mohamedesha Zeyinu           | Äthiopien | März 2016           | 18. Juli 2016        |
| 10  | Generalleutnant Osman Noor Soubagleh      | Dschibuti | 18. Juli 2016       | 31. Januar 2018      |
| 11  | Generalleutnant Jim Beesigye Owoyesigire  | Uganda    | 31. Januar 2018     | 31. Januar 2019      |
| 12  | Generalleutnant Tigabu Yilma Wondimhunegn | Äthiopien | 31. Januar 2019     | 2. August 2020       |
| 13  | Generalleutnant Diomede Ndegeya           | Burundi   | 2. August 2020      | laufend              |

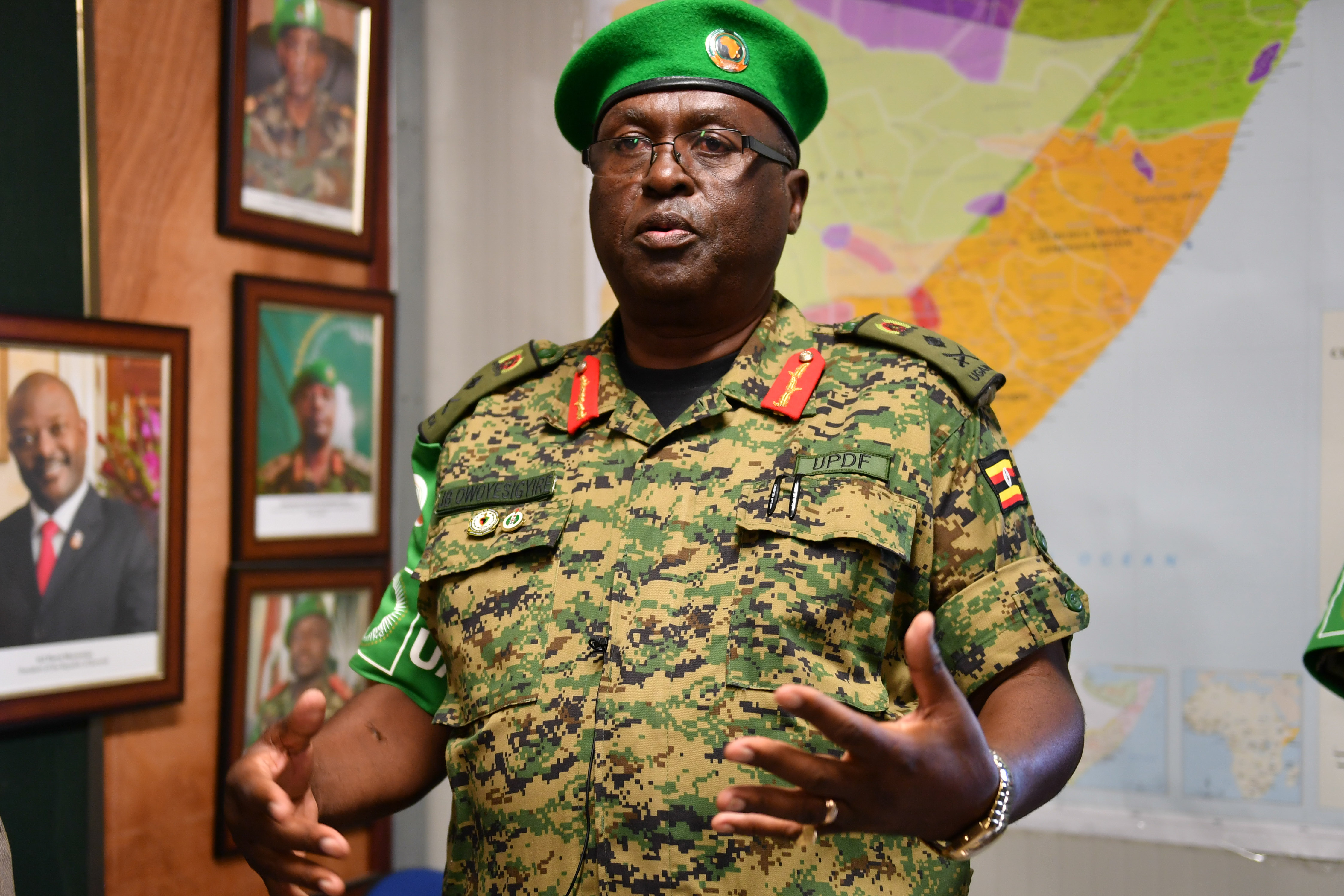
Jim Beesigye Owoyesigire Force Commander vom 31. Januar 2018 bis 31. Januar 2019

Die Polizei innerhalb der AMISOM wird vom AMISOM Police Commissioner geführt:
- Charles Makono (Simbabwe) bis Ende 2012[32]
- Ben Oyo Nyeko (Uganda) kommissarisch zwischen 2012 und 2014[32]
- Anand Pillay (South African Police Service) seit 2014[32]
- Christine Alalo, im Amt verstorben[20]
- Daniel Gwambal, geschäftsführender AMISOM Police Commisioner, nach dem Tod von Christine Alalo[20]

## Weitere Friedensmissionen in Somalia
Neben AMISOM, welche die zahlenmäßig größte Friedensmission in Somalia darstellt, sind derzeit auch folgende Missionen vor Ort aktiv:
- UNSOM – eine politische Unterstützungsmission der UN
- EUCAP Somalia – eine zivile, nicht-exekutive Aufbau- und Ausbildungsmission der EU
- EUTM Somalia – eine militärische, nicht-exekutive Trainingsmission der EU
- EUNAVFOR Somalia – eine militärische, exekutive Mission der EU im Golf von Aden.